# Qoeraisj
De Qoeraisj (ook gespeld Quraish, Koeraisj etc., Arabisch: قريش) was een stamverband, bestaande uit verschillende onderling verwante clans in Mekka, waartoe ook de profeet Mohammed behoorde. Deze stond bekend als een eervolle stam. De stam had een verheven positie en een roemrijke oorsprong. Volgens Arabische geschiedenisboeken zou de Qoeraisj een tak zijn van de Banoe Kinanah-stam die op zijn beurt weer afstamt van Khuzaimah ibn Mudrikah, de 15e generatie voorvader van Mohammed. Voor meerdere generaties zouden zij verspreid zijn over andere tribale groeperingen. Traditioneel wordt Qusai ibn Kilab als de stichter van deze stam gezien. De stam is echter terug te brengen tot de zonen van Fihr ibn Malik, de elfde generatie voorvader van Mohammed.
In de tijd van Mohammed waren de Qoeraisj de beheerders van de heilige plaats in Mekka, de Ka'aba. Zij onderhielden het heiligdom, dat toen vermoedelijk 360 heidense beelden bevatte. Hiervoor vroegen zij een bijdrage van de pelgrims, wat hen tot een rijke en belangrijke stam maakte. Het feit dat Mekka voor zijn economie vrijwel volledig afhankelijk was van de Ka'aba, maakte dat de Qoeraisj in de loop der tijd een almachtige positie verkregen, iets wat door de andere stammen niet gewaardeerd werd.
Ironisch genoeg was het de eigen stam van de Qoeraisj, die een groot deel van Mohammeds leven zijn belangrijkste tegenstander vormde.
Qoeraisj is tevens een soera in de koran en de bijnaam van Fihr, de zoon van Maalik, de zoon van al-Nadr, de zoon van Kinanah. 
De twaalf clans die deel uitmaakten van de Quraish, waren:
- Banoe Abd al-Manaf
  - Banoe Abd Shams
  - Banoe Nawfal
  - Banoe Hashim - Mohammed, Hamza ibn Abd al-Muttalib, Ali ibn Aboe Talib
  - Banoe Moettalib
  - Banoe Omajjad - Aboe Sufyan, Oethman ibn Affan, Muawiyah

- Banoe Makhzoem - Walid ibn al-Mughira
- Banoe Zoehrah - Sa`d ibn Abi Waqqas
- Banoe Taim - Aboe Bakr, Talha ibn Oebeydullah
- Banoe Adi - Omar ibn al-Khattab
- Banoe Khoeza'a
  - Banoe Moestaliq
- Banoe Asad
- Banoe Joemah
- Banoe Sahm
- Banoe Makhzoem
- Banoe Zahra
- Banoe Joemah